# Махорин, Иван Фёдорович
Иван Фёдорович Махорин (9 марта 1916, посёлок Горы, Уральская область — 12 февраля 1997, Воронеж, Россия) — участник Великой Отечественной войны, командир расчёта станкового пулемёта 25-го гвардейского стрелкового полка (6-я гвардейская стрелковая дивизия, 13-я армия, Центральный фронт), гвардии сержант. Герой Советского Союза.

## Биография
Родился 9 марта 1916 года в посёлке Горы (ныне Индерского района, Атырауская область, Казахстан) в семье рабочего. Русский.
Окончил начальную школу. Работал механиком рыболовецкого катера рыбзавода в посёлке Учсай Муйнакского района Каракалпакской АССР.
Призван в Красную Армию Муйнакским райвоенкоматом Каракалпакской АССР в июле 1942 года, на фронте — с сентября 1942 года.
22 сентября 1943 года гвардии сержант Иван Махорин одним из первых преодолел Днепр в районе восточнее города Чернобыль Киевской области и, закрепившись на правом берегу, огнём обеспечил переправу всего подразделения.
В январе 1944 года Махорин был демобилизован по ранению. После войны вернулся вернулся в город Муйнак. Позже работал в городе Кзыл-Орда (Казахстан) в тресте «Кызылордастрой». В конце 1980-х переехал в село Митрофановка Кантемировского района Воронежской области. С 1990 года жил в селе Писаревка того же района. Умер в 1998 году.

## Награды
- Указом Президиума Верховного Совета СССР «О присвоении звания Героя Советского Союза генералам, офицерскому, сержантскому и рядовому составу Красной Армии» от 15 января 1944 года за «образцовое выполнение боевых заданий командования по форсированию реки Днепр и проявленные при этом мужество и героизм» гвардии сержанту Махорину Ивану Федоровичу было присвоено звание Героя Советского Союза[2][6][7].
- Орден Ленина (15.01.1944).
- Орден Отечественной войны 1-й степени (06.04.1985)[8].
- Медаль «За боевые заслуги» (02.09.1943)[9].
- Медали.

## Память
- Именем И. Ф. Махорина названа улица в селе Писаревка Кантемировского района Воронежской области.